# Onthophagus undaticeps
Onthophagus undaticeps är en skalbaggsart som beskrevs av D'orbigny 1902. Onthophagus undaticeps ingår i släktet Onthophagus och familjen bladhorningar. Inga underarter finns listade i Catalogue of Life.